# ドM女子とがっかり女王様
『ドM女子とがっかり女王様』（ドえむじょしとがっかりじょおうさま）は、狐ヶ崎による日本の漫画作品。

## 概要
容姿だけは完璧な残念美少女久米川と、久米川を自身の女王様に仕立て上げたいドM少女中村が織りなす百合ラブコメ。各話は4ページほどのサブエピソード数本で構成されており、各エピソードにサブタイトルがつけられている。なお、各話にサブタイトルはなく、ナンバリングがされているのみである。元々は作者の狐ヶ崎がTwitterに投稿していた作品であるが、『ヤングエース』（KADOKAWA）にて2020年3月号より商業連載が開始され、2022年6月号まで連載。Twitter投稿時のエピソードは連載版にも掲載されており、両作品は完全に同一である。

## あらすじ
ドM少女の中村は、高校の入学式にて容姿端麗な美少女・久米川と出会う。スタイル抜群、長いストレートの黒髪、切れ長の目を持つ久米川は、中村にとって理想の女王様像そのものであった。しかし久米川は卑屈で気の弱い性格であり、学業成績も壊滅的な上にぼっちという女王様とは対極の人物であった。
久米川を理想の女王様に仕立て上げるため、中村はぼっちの久米川と友達になる。しかし久米川の気弱な性格は中村の中に眠る加虐心を目覚めさせてしまう。

## 登場人物
中村さよ（なかむら さよ）
本作の主人公。女性。一人称は「わたし」で、久米川に対する呼称は「久米川さん」もしくは「あんた」。
年齢15歳、身長150センチ前後。長身の久米川と比べると背は低いが、かなりの巨乳である。髪色はライトブラウンで、セミロングに伸ばしてサイドポニーにしている。
性癖は極度のマゾヒスト（ドM）で、久米川の容姿が『理想の女王様』であるため、彼女に調教されることを望む。しかしすぐに久米川の性格が女王様とはかけ離れたものであることが判明したため、彼女を理想の女王様に仕立て上げるため友達になる。
久米川に女王様的行為をさせるため度々迫るが、すぐに泣いておびえる彼女を見て、自分の中の加虐心が煽られてしまう。その結果、久米川を恫喝して自分を虐めるように要求するなど、ドMでありながら主従が逆転した関係となっている。
久米川が全く女王様らしい行動を取らないことに憤っているが、同時にとてもかわいいとも思っている。
普段は久米川のことを粗雑に扱っているが、ポテトチップスを購入する際に彼女が好きなのりしお味を選択するなど、本心では大切な友人だと思っている面がうかがえる（なお、それを指摘されると怒り出すツンデレな面もある）。また、久米川が他の女性に泣かされていると嫉妬するなど、独占欲が強い所もある。
久米川みすず（くめがわ みすず）
本作のもう一人の主人公。女性。一人称は「私（わたし）」で、中村に対する呼称は「中村さん」。
年齢15歳、身長178センチ、体重53㎏、血液型はO型。バストサイズはHカップだがアンケートでは血液型の項目がズレててOカップとなっている。でストライプ柄の下着を愛用している。中村曰く｢二次元でしか見ないような残念なパンツ｣。モデルのような長身でスタイル抜群、長いストレートの黒髪と切れ長の目を持つ容姿端麗な美少女である。
しかし性格は卑屈で気が弱く、些細なことで泣き、中村に恫喝されると激しくおびえる。加えて学業成績が極めて悪く、入学後のテストでは全教科赤点だった。手先も不器用で、蝶結びもまともにできない。自室は脱ぎ散らかした服やゴミやお菓子などで散らかっており、女子力の低い残念美少女である。
卑屈ではあるが温厚な性格であり、中村の暴言に怒ることもない。ただし、中村のドM過ぎる言動や専門用語の多用には若干引いている節がある。
運動能力が低く、帰宅部であるため普段運動している様子もないが、「太る」という言葉の意味が分からないほどスタイルが良い。間食等による余分な栄養はすべて胸に行くという体質である。
ビデオゲームが趣味らしく、自室には多数のゲーム機がある他、学校で大技林を読んでいたことがある。アクションゲームが好きだが、下手なので全くクリアできない。
前述のような性格から中村のドM的な要求への対応は憂慮しているが、生まれて初めでできた友達である中村のことを大切に思っているようである。
ホラー回では中村を怖がらせる役回りのため、意味深な言動を取る。
野方まりあ（のがた まりあ）
中村らが通う高校の英語教師。女性。美術部の顧問でもある。
金髪で爆乳の美人。目元に泣き黒子がある。11歳の頃はジュニアアイドルをやっており、今でも着エロ方面でDVDが出ている。
外見は完璧だが中身は「好き勝手にだらしなく生きた方が気持ちいい」と考えている作中屈指のダメ人間。
中村らによく突っかかってきており、中村と久米川が“そういう仲”であると思っている。しかし中村からは邪険にされており、まともに取り合ってもらえていない。普段は淑やかを装っているが突拍子もない行動（露出）や暴言など中村と似通った部分を持ち、性癖部分では気が合う。
当初はまだ教師らしい面を見せていたが、回が進むに連れて度を越えたヘンタイとなった。たびたび問題を起こしては馘首されていたが、そのたびに復職している。奇行に関しては2巻の時点で職員室でこっそり全裸になる程度だったが、3巻では全裸で堂々と校舎を徘徊している。最早教職員からは危険人物扱いされており、理事長来日の際に教頭から泣いて土下座され早退をお願いされたほど。当然人望もなく、絡んでくれるのは体育の先生くらいしかいない。
上井草めい（かみいぐさ めい）
中村らのクラスメイト。女性。一人称は「あたし」。
中村よりも背の低い小柄な体格で、胸もない。髪型は緩く内巻きのかかったセミロングで、カチューシャとヘアピンで留めている。
中学時代は地味でも派手でもないグループに属していたが、ある日自分の容姿が整っている方であることに気づき、高校ではクラスの女王様を目指すようになった。
友人らと話している際、『久米川は女王様っぽい感じがする』という話題になり、探りを入れるため久米川に話しかけた。しかし久米川は自身の気弱な性格が災いし、上井草から逃げてしまったが、上井草はそれを「無視された」と勘違いしたため、久米川の弱みを探して調教しようと考えるようになる。だが失敗ばかりしており、なぜか中村に告白したり、調教されたりしている。
ちなみに委員長にはキョロ充であることを見抜かれている。
久米川（母）
久米川の母親。娘に負けず劣らずのスタイルの持ち主。顔立ちは若々しいが、いつも笑顔のため瞳が見えない。
娘と違って明るい性格だが、何を考えているのかまったくわからず、突拍子もない言動を見せることも。
2巻ではセーラー服を着て学校のミスコンに参加している。
石神井もずく
2巻から登場。中村らのクラスメイト。文芸部所属。一人称は「私」。長い前髪で目元を隠し、三つ編み（二つ結び）にして眼鏡をかけている。巨乳。
成績優秀で真面目だが、本性は口が悪く劣等感の塊。自らを「陰キャのもさいクソブス」と述べる。ただし「クソブス」というのは周囲が美少女ばかりのため「相対的にブスになる」という意味で使っている。逆に内心では周囲を見下しており、上井草のことは「色気づいたビッチのクソガキ」と見ている。このため上井草に対しては一方的にケンカ腰。
大の百合好きで、久米川を「私の百合女王」として密かに慕い、彼女に見合う女性になることを心掛けている。一方で中村と久米川の仲を認めており、その情熱から二人の長編百合小説を書いてしまった。
実は眼鏡を外すとものすごい美少女なのだが当人に自覚はない。しかも親が資産家とかなり恵まれている。
3巻では裕福な家庭だと知った委員長に告白されるが、バレバレの結婚詐欺だったので引いていた。だが理由はどうあれ自分に好意を示した初めての人物だったので、とりあえずお友達からという返事をする。
委員長（風紀委員）
2巻から登場。中村らのクラスの委員長。セミショートで前髪をヘアピンで分けている。巨乳。
当初は名前の通りお堅い人物だったが、実際は「校則に乗っていないことはやっても構わない」「学校を出たら風紀も秩序もない」という極端な考え方を持つ。それを隠そうともしておらず、中村にですら「倫理観皆無で怖すぎる」と言われている。
お金が大好きと豪語するほど金銭欲が強い。クレーンゲームの景品や上井草から没収した化粧品を転売したり、メイド喫茶でアルバイトしている。3巻では石神井の実家がお金持ちだと知るやいなや完全にお金目当てで告白までしている。
うっかり媚薬入りチョコを食べてしまった上井草から求められた時は難色を示すも、「不純同性交遊」は校則で禁止されていないと考えると望み通り満足させている。
久米川のことは美少女として認めている他、勘違いから自分以上の策士とたびたび誤解している。
体育の先生
2巻から登場。野方の同僚。黒髪のショートヘアで褐色肌。巨乳。
数少ない常識人で羞恥心の持ち主。当初は野方の奇行に呆れていたが、後に暴言や暴力で厳しく注意するようになる。しかし、なんだかんだでボッチの野方を放っておけず、絡んだり絡まれたりする内に悪友として付き合うようになる。
普段は野方にも敬語を使うが地は男のような口調。それでいてサバサバした性格のためか、バレンタインの日には同性からチョコをたくさんもらっている。
購買のおばさん
主にパンを売っているが、創作パンはいずれも独創的過ぎて不評。

## 書籍情報
- 狐ヶ崎『ドM女子とがっかり女王様』KADOKAWA〈カドカワコミックス・エース〉、全4巻
  1. 2020年9月発行（9月4日発売[5][6]）、ISBN 978-4-04-109822-6
  2. 2021年3月発行（3月4日発売[7]）、ISBN 978-4-04-111096-6
  3. 2021年10月発行（10月4日発売[8]）、ISBN 978-4-04-111809-2
  4. 2022年7月発行（7月4日発売[9]）、ISBN 978-4-04-112717-9

## 脚註
1. ↑  “「地獄くらやみ花もなき」マンガ版＆「ドM女子とがっかり女王様」YA新連載”. コミックナタリー (ナターシャ). (2020年2月4日) 2021年3月4日閲覧。
2. 1 2 3  第1話より。
3. 1 2 3  第3話より。
4. 1 2 3  第2話より。
5. ↑  “ドM女子高生が気弱な同級生に女王様役を強要「ドM女子とがっかり女王様」1巻”. コミックナタリー (ナターシャ). (2020年9月4日) 2021年3月4日閲覧。
6. ↑  “ドM女子とがっかり女王様（1）”.   KADOKAWA. 2021年3月4日閲覧。
7. ↑  “ドM女子とがっかり女王様（2）”.   KADOKAWA. 2021年3月4日閲覧。
8. ↑  “ドM女子とがっかり女王様（3）”.   KADOKAWA. 2021年10月4日閲覧。
9. ↑  “ドM女子とがっかり女王様（4）”.   KADOKAWA. 2022年7月18日閲覧。